# Purpuricenus caucasicus
Purpuricenus caucasicus là một loài bọ cánh cứng trong họ Cerambycidae.